# Grün fluoreszierendes Protein
Das grün fluoreszierende Protein (Abkürzung GFP; engl. green fluorescent protein) ist ein erstmals 1962 von Osamu Shimomura beschriebenes Protein aus der Qualle Aequorea victoria, das bei Anregung mit blauem oder ultraviolettem Licht grün fluoresziert. Seine unschätzbare Bedeutung in der Biologie, insbesondere der Zellbiologie, liegt in der Möglichkeit, GFP mit beliebigen anderen Proteinen Gen-spezifisch zu fusionieren. Durch die Fluoreszenz des GFP kann so die räumliche und zeitliche Verteilung des anderen Proteins in lebenden Zellen, Geweben oder Organismen direkt beobachtet werden.
Im Jahr 2008 wurde der Nobelpreis für Chemie für die „Entdeckung und Weiterentwicklung des grün fluoreszierenden Proteins“ an Osamu Shimomura, Martin Chalfie und Roger Tsien verliehen.

## Eigenschaften
Die Primärstruktur besteht aus 238 Aminosäuren mit einer Molekülmasse von 26,9 kDa. Als Tertiärstruktur bildet das Protein ein β-Fass, durch dessen Pore eine Helix verläuft, die den eigentlichen Fluorophor des GFP hält. Dieser bildet sich offenbar autokatalytisch aus der Tripeptidsequenz Ser65–Tyr66–Gly67 innerhalb der Polypeptidkette. Diese Fluoreszenz basiert nicht auf einem Umbau durch ein externes Enzym oder nachträglich integrierte Substanzen, kommt also vollständig ohne eventuell zellspezifische Prozessierungssysteme aus.
In seinem Ursprungsorganismus erhält GFP seine Anregungsenergie durch strahlungsfreien Energietransfer (FRET) vom Photoprotein Aequorin. Die biologische Funktion sowohl der Fluoreszenz von GFP als auch der Biolumineszenz von Aequorin ist nicht bekannt. In Anwendungen wird GFP immer optisch angeregt.
Das unmodifizierte, natürlich vorkommende GFP hat zwei Anregungsmaxima. Das erste liegt bei einer Wellenlänge von 395 nm, das zweite bei 475 nm. Die Emissionswellenlänge liegt bei 509 nm.

### Autokatalytische Bildung
Mechanistisch handelt es sich um eine basenvermittelte Cyclisierung und anschließende Dehydration und Oxidation. In der Reaktion von 7a zu 8 beinhaltet die Bildung eines Enamins aus dem Imin, während bei der Reaktion von 7b zu 9 ein Proton abstrahiert wird.
Die Reaktionen werden durch die Reste Glu222 und Arg96 katalysiert. Ein analoger Mechanismus ist auch mit Threonin anstelle des Ser65 möglich.

## Anwendung

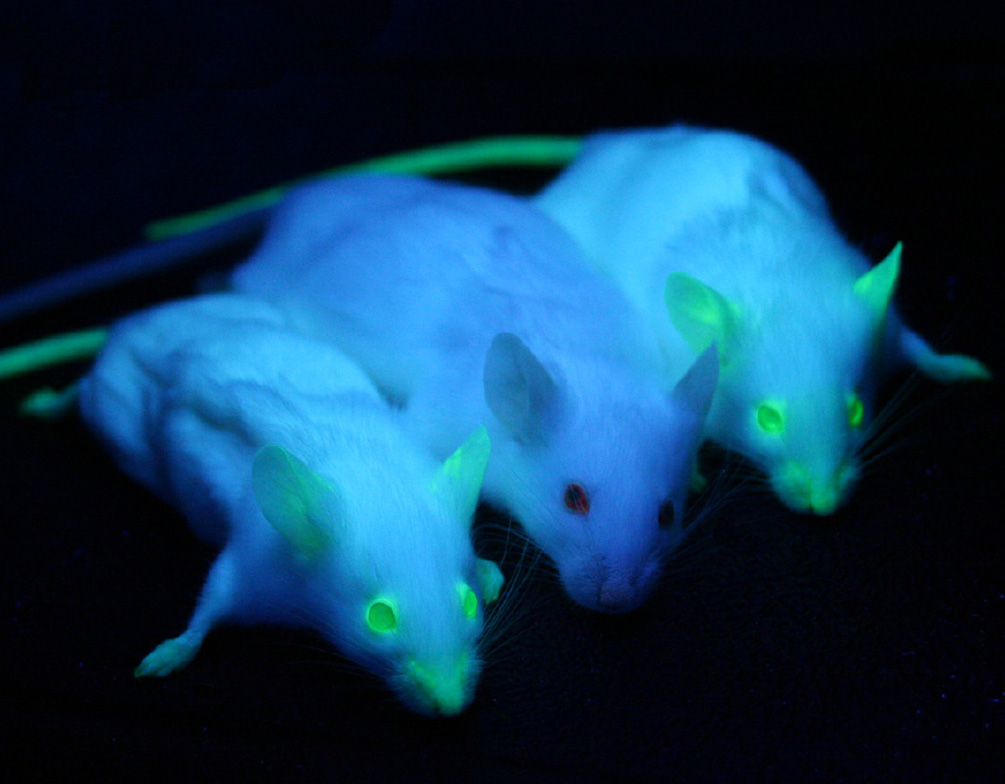
Links und rechts je eine GFP-Maus unter UV-Licht. In der Mitte eine Maus ohne GFP.

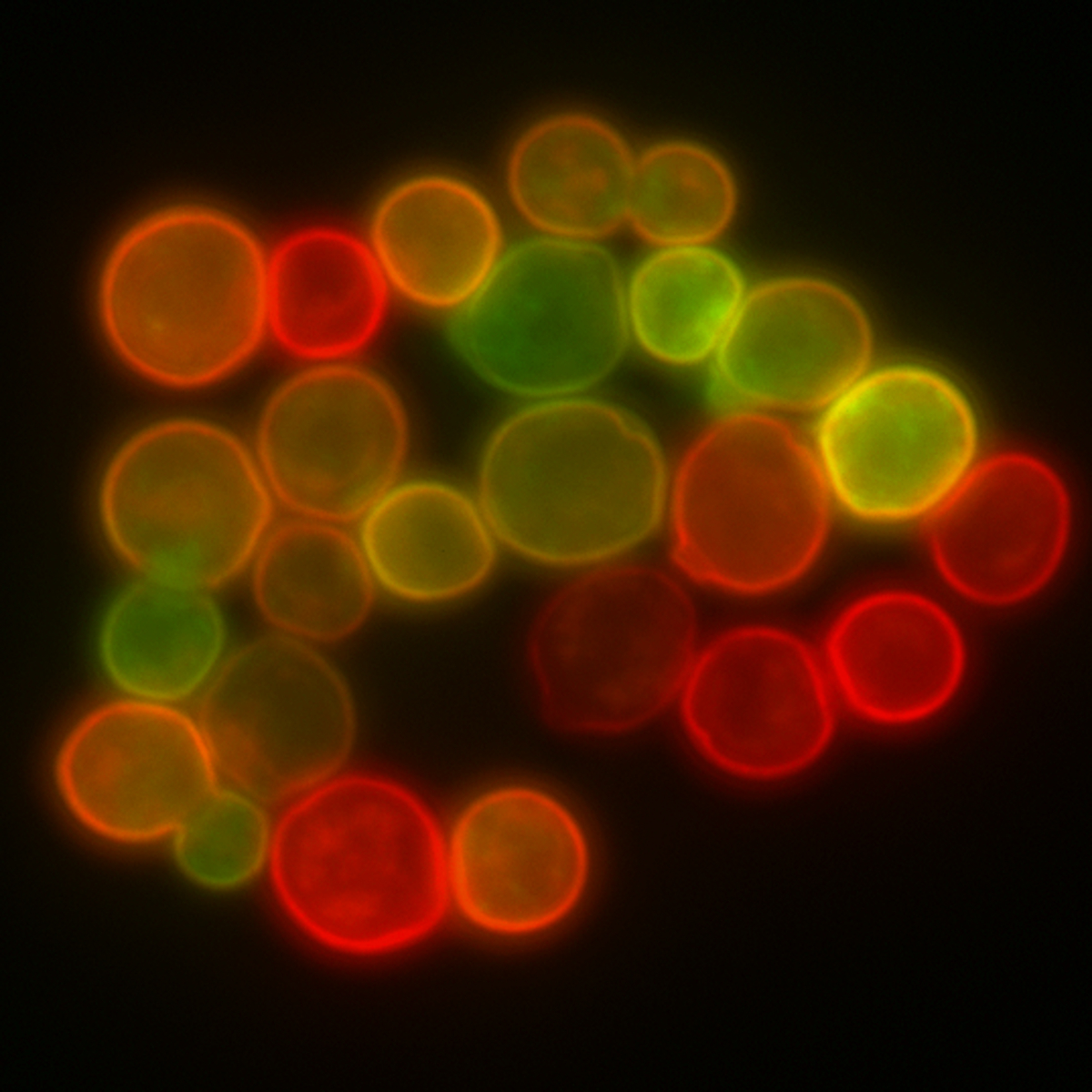
Visualisierung der Zellmembran von Hefezellen mit GFP- und RFP-Fusionsproteinen

Douglas Prasher isolierte und sequenzierte 1992 die DNA von GFP. Seit es Prasher 1994 gelang, GFP als Marker für andere Proteine zu benutzen, ist diese Technik in wenigen Jahren zu einer Standardmethode der Zellbiologie geworden. Zur Herstellung von GFP-Fusionsproteinen wird die DNA des zu untersuchenden Proteins mit der GFP-DNA verbunden und in eine Form gebracht (siehe Vektor), die von der Zelle aufgenommen werden kann, so dass sie das Fusionsprotein selbstständig herstellt (Transfektion/oder Transformation bei nicht Zellkulturen). In vielen Fällen wird das zu untersuchende Protein noch an die korrekte Stelle in der Zelle transportiert, und das GFP kann durch Fluoreszenzmikroskopie Aufschluss über die zeitliche und räumliche Lokalisation des Zielproteins in der Zelle geben.
GFP ist in nahezu allen eukaryotischen Zellen als nicht-toxisch einzustufen und eignet sich daher perfekt für die Untersuchung biologischer Prozesse in vivo. Einziges Problem kann bei sehr hoher Expression die Bildung von Peroxid bei der Entstehung des Fluorophors sein, welches die Zelle unter Stress setzen und schädigen könnte.
Moderne Verfahren der Fluoreszenzmikroskopie, wie Vertico-SMI, STED-Mikroskopie, 3D-SIM-Mikroskopie und Photoactivated Localization Microscopy können mit GFP-Derivaten bzw. photoaktivierbaren fluoreszierenden Proteinen markierte Strukturen über die optische Auflösungsgrenze hinaus auflösen.
Auch von Labormethoden abweichende Anwendungen, wie z. B. ein Leuchtkaninchen oder ein in den USA im Tierhandel unter dem Namen GloFish erhältlicher, genetisch manipulierter Zebrabärbling (Danio rerio) sind zu finden.

## Varianten

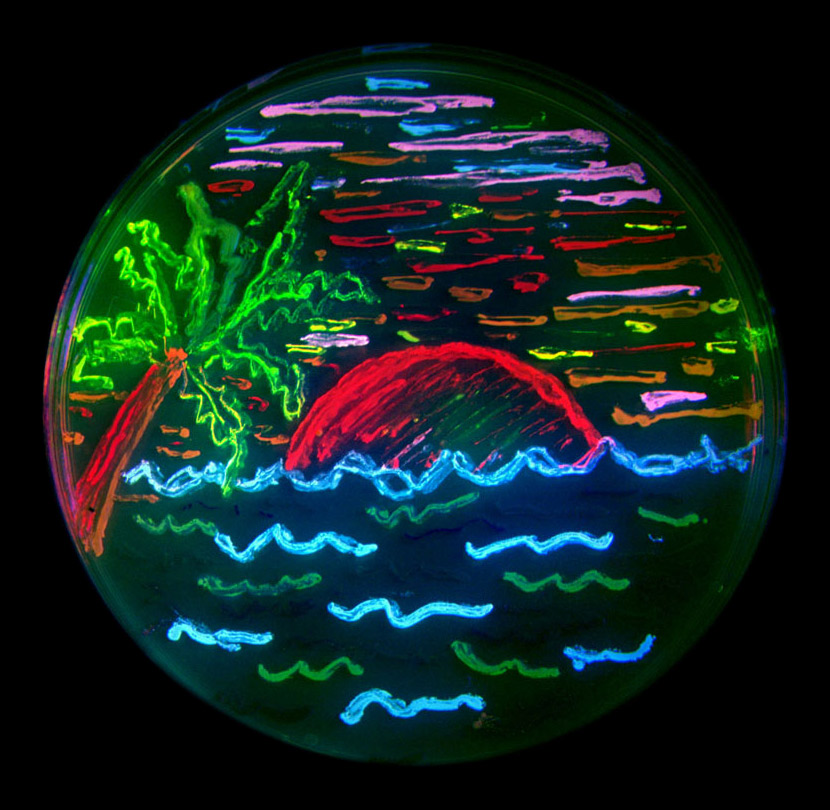
Illustration von acht verschiedenen fluoreszierenden Proteinen (BFP, mTFP1, Emerald, Citrine, mOrange, mApple, mCherry und mGrape) in Bakterien

Mittlerweile gibt es diverse modifizierte Versionen des Original-GFP, die andere Fluoreszenzspektren aufweisen. Entsprechend der Farbe heißen diese zum Beispiel CFP (cyan), BFP (blue) oder YFP (yellow). Bei geschickter Anwendung sind einzelne Zellorganellen unterschiedlich einfärbbar und mittels Entmischung (spektrale Dekonvolution) dann getrennt beobachtbar. Als entscheidend ist auch noch die Entwicklung von enhanced-Varianten wie beispielsweise dem enhanced GFP (EGFP) oder enhanced YFP (EYFP) zu sehen, die um ein Vielfaches hellere Fluoreszenzsignale erzeugen. RoGFP, rxYFP und HyPer sind Redox-sensitive Varianten des GFP. Spannungsabhängige GFP-Varianten sind z. B. PROPS oder die VSFP.
| Variante | Anregung (nm) | Emission (nm) | Unterschied zu GFP                                  |
| -------- | ------------- | ------------- | --------------------------------------------------- |
| BFP      | 384           | 445           | Tyr66 durch Histidin ersetzt                        |
| CFP      | 449           | 482           | Tyr66 durch Tryptophan ersetzt                      |
| GFP      | 395           | 509           |                                                     |
| EGFP     | 448           | 509           | Phe64 durch Leucin und Ser65 durch Threonin ersetzt |
| YFP      | 518           | 531           | Thr203 durch Tyrosin ersetzt                        |

Immer größere Bedeutung bekommen auch fluoreszierende Proteine aus Korallen (Anthozoa). Zu nennen sind hier die zoanFP (aus Zoanthus sp.) oder auch das rot fluoreszierende Protein drFP583 (aus Discosoma), Handelsname DsRed. Diese haben eine ähnliche Proteinstruktur wie die GFP-Varianten und die Bildung erfolgt ebenfalls autokatalytisch, vermutlich nach denselben grundlegenden Mechanismen, wie beim GFP. Dabei durchlaufen sie auch ein grün fluoreszierendes Stadium. Viele fluoreszierende Proteine neigen dazu, Tetramere zu bilden, was zuerst bei DsRed festgestellt wurde. Dies wird genutzt, indem man unterschiedlich schnell farbverändernde Monomere einbaut. Dabei verändert sich also die Farbe des Proteins mit der Zeit. Solche Fluoreszenz-Timer sind nützlich, um beispielsweise das Alter von Organellen feststellen zu können. Die DsRed-Mutante E5 hat beispielsweise diese Eigenschaft.

## Das grün fluoreszierende Protein in der Kunst

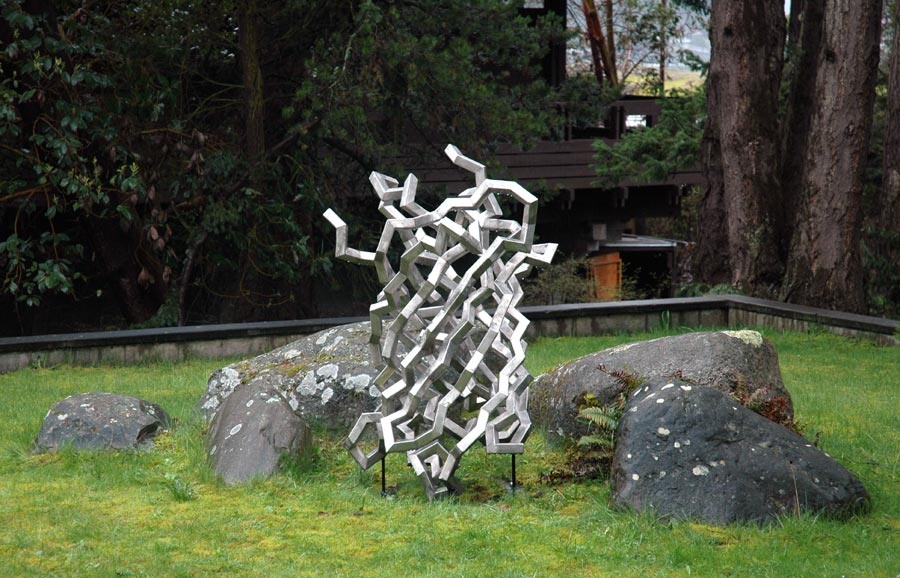
Die auf der Struktur des grün fluoreszierenden Proteins beruhende Plastik Steel Jellyfish ('Stahlqualle') (2006). Das Bild zeigt die etwa 1,40 m hohe Edelstahlskulptur auf dem Gelände der Friday Harbor Laboratories auf der San Juan Insel im US-Bundesstaat Washington, wo das GFP entdeckt wurde.

Der deutsch-amerikanische Künstler Julian Voss-Andreae, der sich auf „Protein-Skulpturen“ spezialisiert hat, schuf 2004 eine Plastik, die auf der Struktur von GFP beruht.
Der brasilianische Künstler Eduardo Kac gab 1999 eine Züchtung eines Leuchtkaninchens in Auftrag, dessen gesamte Zellen um das GFP-produzierende Gen der Quallenart Aequorea victoria erweitert wurden. Dieses Tier wurde jedoch nie an den Künstler übergeben und starb eines natürlichen Todes im Laborumfeld des Pariser Institut National de la Recherche en Agronomie.